# Waterwantsen
Waterwantsen (Nepomorpha, verouderd: Hydrocorisa) zijn een groep van insecten die behoren tot de onderorde van de wantsen (Heteroptera).

## Naamgeving
De groep werd voor het eerst wetenschappelijk beschreven door Yuri Alexandrovich Popov in 1968. De naam 'water'wantsen wordt vaak ook in ruimere betekenis als informele term gebruikt om een niet monofyletische groep mee aan te duiden. Naast de Nepomorpha worden de waterlopers (Hydrometridae) en soms zelfs de schaatsenrijders (Gerridae) als waterwantsen gezien.

## Uiterlijke kenmerken
De waterwantsen vormen een zeer uiteenlopende groep van wantsen; alle soorten hebben de voor wantsen karakteristieke steeksnuit. Waterwantsen verschillen van andere groepen door de relatief korte antennes, tot zwempoten omgevormde voorpoten en ze missen de voor veel wantsen kenmerkende stinkklieren.

## Taxonomie
Tot de waterwantsen behoren de volgende families:
- Familie Nepidae, waterschorpioenen
- Familie Belostomatidae, reuzenwaterwantsen
- Familie Corixidae, duikerwantsen
- Familie Naucoridae, zwemwantsen
- Familie Notonectidae, bootsmannetjes
- Familie Pleidae, dwergbootsmannetjes
- Familie Aphelocheiridae, rivierbodemwantsen
- Familie Gelastocoridae, komen niet in Europa voor
- Familie Ochteridae, komen niet in Europa voor

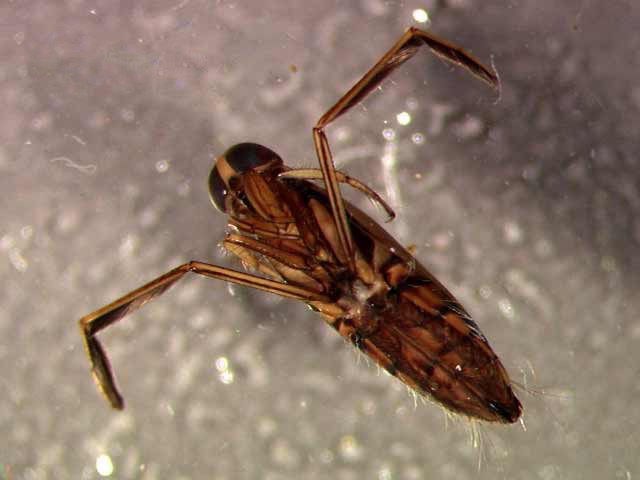
Bootsmannetje
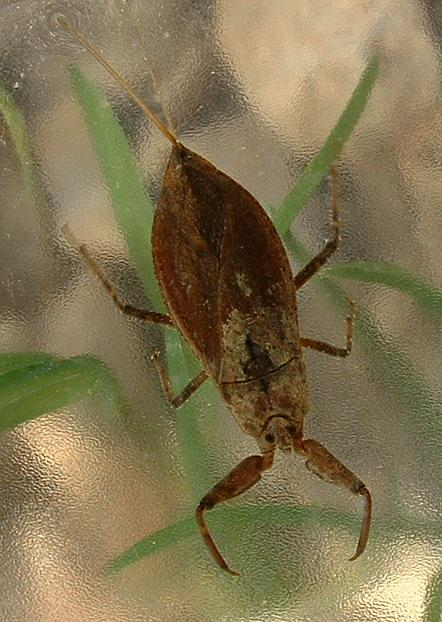
Waterschorpioen
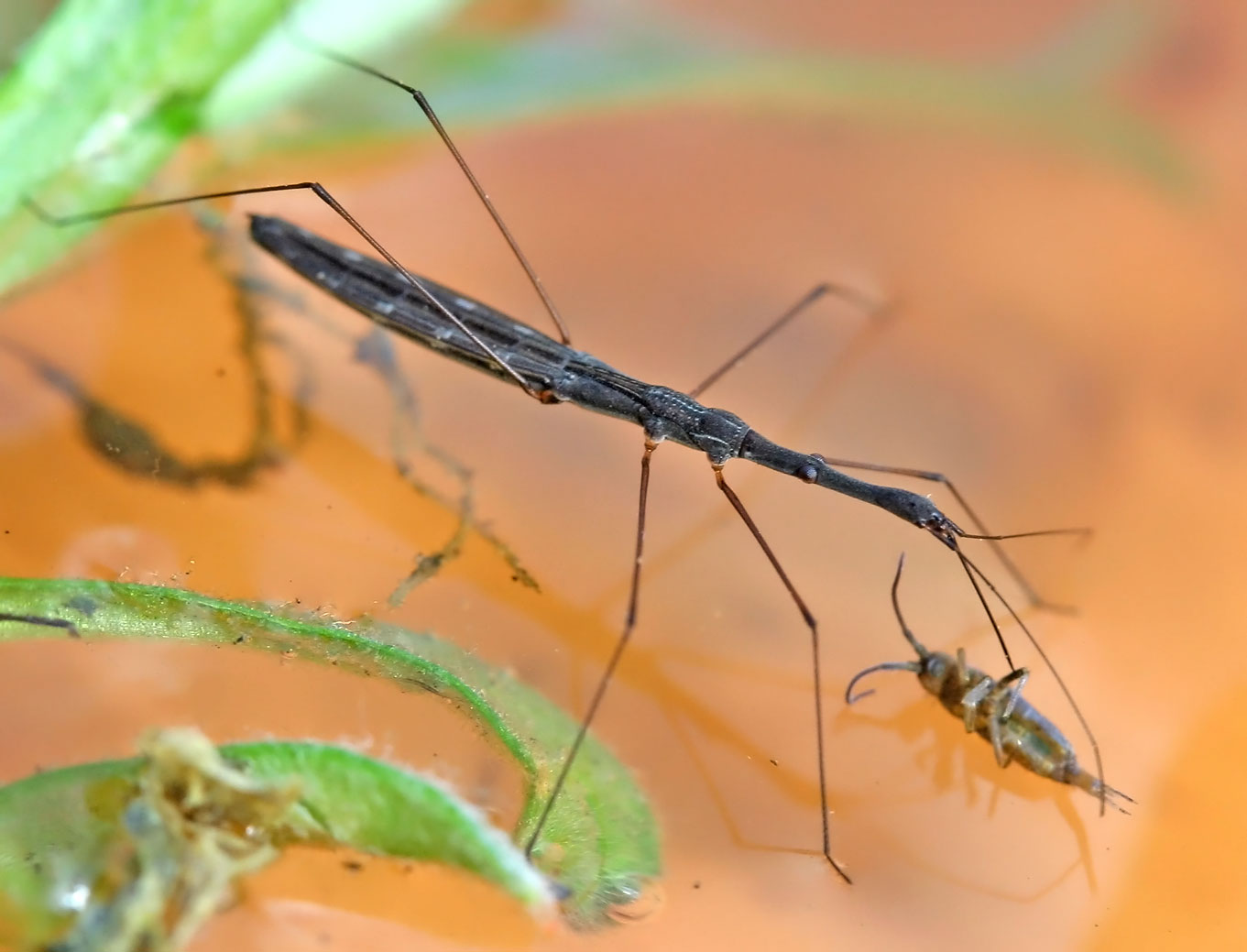
Vijverloper
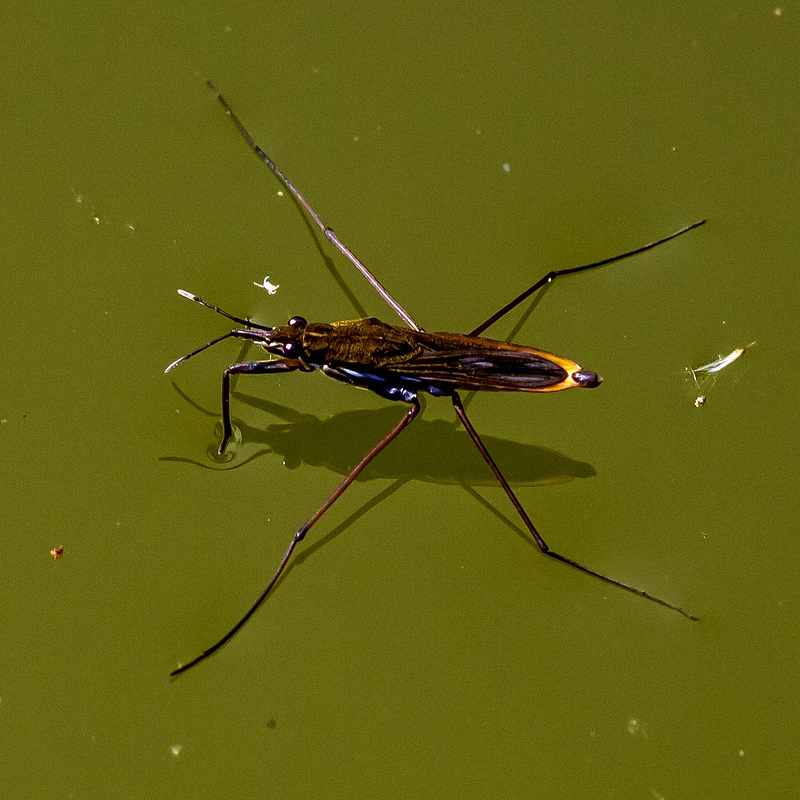
Schaatsenrijders